# خوسيه ماريانو سالاس
خوسيه ماريانو سالاس هو عسكري وسياسي مكسيكي، ولد في 11 مايو 1797 في Jiquilpan, Michoacán ‏ في المكسيك، وتوفي في 24 ديسمبر 1867 في مدينة مكسيكو في المكسيك. نشط حزبياً في حزب المحافظين. وقد انتخب رئيس المكسيك (6 أغسطس 1846 – 23 ديسمبر 1846).